# 128-я танковая бригада
 128-я отдельная танковая бригада  — танковая бригада Красной армии в годы Великой Отечественной войны.
Сокращённое наименование — 128 отбр.

## Формирование и организация
Бригада сформирована 1 сентября 1941 года в Смоленской области на базе 128-го тп 57-й Краснознамённой танковой дивизии. На 1 октября находилась в резерве Западного фронта.
Приказом НКО № 5/ш от 24.08.1941 года 57-я танковая дивизия расформировывается. А Приказом Западного фронта № 00637 от 28.08.1941 года, а на ее базе дивизии к 30 августа 1941 года формируется 128-я танковая бригада. Переформирование происходило прямо на фронте в Смоленской области.
Командиром бригады был назначен подполковник Шупилюк (в приказе указан Шупелюк), командир 114-го танкового полка 57-й танковой дивизии.

## Боевой путь
На 30 сентября 1941 года в составе оперативной группы генерала И. В. Болдина, Западный фронт. Участвовала в сражении под Москвой.
Первой вступила в бой 128-я танковая бригада, первоначально действовавшая довольно успешно. Она сумела отразить три немецких атаки, в ходе которых 6-я танковая дивизия немцев потеряла 5 танков сгоревшими и 38 подбитыми. В этом бою четыре танка капитана Таринова и три KB-1 командира 1-го батальона Корпенко из 128-й бригады подбили и уничтожили 11 вражеских боевых машин. Военком 1-й роты 1-го батальона этой же бригады политрук Солдатов повел в контратаку два KB-1 и в ходе 20-минутного боя вывел из строя 5 немецких танков и захватил два.
Разгромлена во время Вяземской катастрофы войск Западного фронта в начале октября 1941 года и расформирована.
С октября 1941 по август 1942 бригада существовала только «на бумаге». Официально управление бригады расформировано 22 августа 1942 года.
В составе Действующей Армии: с 01.09.1941 по 22.08.1942

## Боевой и численный состав
Бригада формировалась по штатам №№ 010/75-010/83 от 23.08.1941 г.:
Управление бригады [штат № 010/75]
Рота управления [штат № 010/76]
Разведывательная рота [штат № 010/77]
128-й танковый полк [штат № 010/78] - три батальона
Моторизованный стрелково-пулеметный батальон [штат № 010/79]
Зенитный дивизион [штат № 010/80]
Ремонтно-восстановительная рота [штат № 010/81]
Автотранспортная рота [штат № 010/82]
Медико-санитарный взвод [штат № 010/83]

## Подчинение
Периоды вхождения в состав Действующей армии:
- с 01.09.1941 по 22.08.1942 года Западный фронт

## Командование
Командиры бригады
- 28.08.1941 - 00.10.1941	Шупилюк, Пётр Владимирович, подполковник (в октябре 1941 пропал без вести)[3].
- Заместитель командира бригады по строевой части
- Бичук Филипп Андреевич, майор (пропал без вести в 1941)

Начальники штаба бригады
Военные комиссары бригады, с 09.10.1942 г. - заместители командира бригады по политической части
- 01.09.1941 - 01.12.1941	Вильховченко, Дмитрий Трофимович, старший батальонный комиссар

- Начальник политотдела
- 31.08.1941 - 16.11.1941	Чужайкин Антон Павлович, батальонный комиссар